# Bronius Kutavičius
Bronius Kutavičius (* 13. September 1932 in Molainiai, Rajongemeinde Panevėžys; † 29. September 2021 in Vilnius) war ein sowjetischer bzw. litauischer Komponist und Professor.

## Leben und Werk
Kutavičius studierte von 1959 bis 1964 Komposition am Litauischen Staatskonversatorium zu Vilnius. In dieser Dekade begann er auch, Methoden der seriellen Musik, Aleatorik, Collagetechniken, Sonorismus und neue Notationsformen in seine Kompositionen einzubeziehen und mit Parametern wie Klangfarbe oder Raumklang zu spielen. 1967 trat er in den Litauischen Komponistenverband ein. Seit den 1970ern findet der Minimalismus Einzug in Kutavičius’ Werke, ebenso wie Frühformen aus der litauischen Musikgeschichte, mit deren Anfängen er sich eingehend beschäftigt. Aus dieser Periode stammen die Werke Pantheistisches Oratorium (1970), Die letzten heidnischen Riten (1978) und Vom Steine der Jatwinger (1983), die den Komponisten bekannt machten und für sein musikalisches Schaffen als repräsentativ gelten können.
Von 1974 bis 1989 war er Mitglied des Exekutivrats des Litauischen Komponistenverbands. 1982 wurde Kutavičius mit dem Titel „Verdienter Künstler der Litauischen SSR“ ausgezeichnet, 1984 und 1985 erhielt er den Apfelpreis (litauisch Obuolio premija) sowie 1987 den Jatwinger-Preis. Ab den 1990ern thematisiert er in seinen Kompositionen auch die Musikkultur anderer Länder wie Japans oder Kareliens. Von 1991 bis 95 arbeitete Kutavičius an einem seiner Hauptwerke, Die Tore Jerusalems. Für dieses Werk erhielt er 1996 den Litauischen Nationalpreis. Im Jahre 1993 wurde er Professor für Komposition an der Musikakademie Litauens, 1999 empfing er den Orden des litauischen Großfürsten Gediminas vierter Klasse und den Offiziersverdienstorden der Republik Polen, später auch den Preis des Litauischen Kulturministeriums. 2000 schrieb er seine Oper Lokys nach dem Libretto von Aušra Marija Sluckaitė-Jurašienė, das auf der gleichnamigen Novelle von Prosper Mérimée basiert.

## Werke (Auswahl)
- Sonata für Viola und Klavier (1969)
- Panteistinė oratorija (Pantheistisches Oratorium) für Sopran, Sprecher, vier Männerstimmen, Flöte, Oboe, Klarinette, Fagott, Horn, Schlagzeug, Klavier, Streichquartett und Kontrabass (1970)
- Ant kranto (Am Ufer) für Sopran und vier Violen (1972); nach einem Text von Jonas Mekas
- Dzūkiškos variacijos (Dzukische Variationen) für zehn Solostreicher und Tonband (1974)
- Praeities laikrodžiai I (Uhren der Vergangenheit I) für Streichquartett und Gitarre (1977)
- Prutena. Užpustytas kaimas (Prutena. Das sandbedeckte Dorf) für Violine, Orgel und Glocken (1977)
- Paskutinės pagonių apeigos (Die letzten heidnischen Riten) für Sopran, Frauenchor, vier Hörner und Orgel (1978)
- Strazdas žalias paukštis (Grüner Vogel Strazdas) für Sopran, Bass und Tonband, Opern-Poem (1981); Libretto von Sigitas Geda
- Iš jotvingių akmens (Vom Steine der Jatwinger) für Sopran, Alt, Tenor und Bass und 16 Volksmusikinstrumente (1983)
- Pasaulio Medis (Baum der Welt) für Vokalensemble, gemischten Chor, Blasorchester, Schlagzeug, Klavier, Cembalo, Orgel und Volksmusikinstrumente (1986)
- Jeruzalės vartai (Die Tore Jerusalems) (1991–1995)
- Epitaphium temporum pereunti (Epitaph für die vergehende Zeit) für gemischten Chor und Orchester (1998)
- Lokys (2000)